# دیرک باخ
دیرک باخ (انگلیسی: Dirk Bach؛ ۲۳ آوریل ۱۹۶۱ – ۱ اکتبر ۲۰۱۲) یک هنرپیشه، مجری، و صدا پیشه اهل آلمان بود. 